# Penelopides affinis
Penelopides affinis là một loài chim trong họ Bucerotidae.